# Ipecuá
O ipecuá, uirapuru-de-bando ou formigueiro-cinzento-grande (nome científico: Thamnomanes caesius) é uma ave passeriforme, florestal, da família dos tamnofilídeos (Thamnophilidae), encontrada na Amazônia e na parte oriental do Brasil. É uma ave não migrante, que vive em bandos mistos como sentinela das espécies simpátricas com as quais interage. Alimenta-se de invertebrados, como besouros e formigas.

## Etimologia
O vernáculo ipecuá é de origem incerta, mas possivelmente advém do tupi. Por sua vez uirapuru derivou do tupi gwïrapu'ru, no sentido definido, e foi registrado pela primeira vez em 1905. O nome genérico masculino Thamnomanes vem do grego thamnos (arbusto), e manēs (apaixonado); que significa "apaixonado por arbustos"; e o nome específico caesius vem do latim para "cinza azulado".

## Taxonomia e sistemática
O ipecuá foi descrito pela primeira vez pelo naturalista holandês Coenraad Jacob Temminck em 1820 sob o nome científico Muscicapa caesis, e cuja localidade-tipo informada foi o estado da Bahia, no Brasil. A espécie é agora colocado no gênero Thamnomanes, que foi introduzido pelo ornitólogo alemão Jean Cabanis em 1847. O ipecuá é um parente próximo do uirapuru-azul (T. schistogynus) e eles foram previamente tratado como uma superespécie ou como coespecíficos. Análises genéticas recentes mostraram uma profunda divergência genética entre as diferentes populações, mas o código de barras de DNA confirmou a monofilia dessas populações. A subespécie simillimus às vezes é anexada ao nome, mas é aceita com base na plumagem mais escura do macho e na menor mancha interescapular.

### Subespécies
De acordo com a classificação do Congresso Ornitológico Internacional (IOC) (Versão 15.1, 2025) e a lista de Clements v.2016, cinco subespécies são reconhecidas, com sua distribuição geográfica correspondente:
- Thamnomanes caesius glaucus (Cabanis, 1847) – sul da Venezuela (Bolívar, Amazonas), Guianas, leste da Colômbia (sul de Meta e Vichada), norte do Brasil (norte do Amazonas a leste do Amapá), leste do Equador e nordeste do Peru (norte do rio Amazonas e oeste do Ucaiáli, ao sul até o norte de Ucaiáli).
- Thamnomanes caesius persimilis (Hellmayr, 1907) – Brasil central ao sul do rio Amazonas (baixo Juruá e alto Purus à margem esquerda do Tapajós, ao sul até o norte de Rondônia e oeste de Mato Grosso) e extremo nordeste da Bolívia (nordeste de Santa Cruz).
- Thamnomanes caesius simillimus (Gyldenstolpe, 1951) – centro-sul da Amazônia brasileira: conhecida apenas a partir do médio Purus.
- Thamnomanes caesius hoffmannsi (Hellmayr, 1906) – Centro-leste do Brasil ao sul da Amazônia (da margem direita do Tapajós, leste ao oeste de Maranhão, sul ao nordeste do Mato Grosso).
- Thamnomanes caesius caesius (Temminck, 1820) – costa leste do Brasil (do sul de Pernambuco ao Rio de Janeiro, e no interior da bacia do rio Doce em Minas Gerais).

## Descrição
O ipecuá mede cerca de 14,5 centímetros de comprimento e pesa entre 16 e 18 gramas. A espécie possui dimorfismo sexual. O macho da subespécie nominal apresenta coloração cinza-escura, com coberteiras das asas e bordas internas das secundárias brancas. A fêmea possui partes superiores e laterais da cabeça em marrom-oliva escuro, uma pequena mancha branca entre as escápulas (ausente no macho), asas e cauda com tonalidade ruiva, garganta bege, peito, flancos e lados verde-oliva com nuances fulvo-canelas, e a região central do ventre e a infra-cauda em fulvo-canela. O macho da subespécie hoffmannsi é mais claro que o da subespécie nominal, com penas auriculares e da garganta apresentando estrias brancas nos eixos, que às vezes se expandem em manchas na garganta; a fêmea tem a garganta mais clara, em tom branco-acastanhado com bases das penas escuras, e flancos menos esverdeados, com coloração fulvo-canela mais clara.
O macho da subespécie persimilis é ligeiramente mais escuro que o de hoffmannsi e não possui listras brancas nas auriculares nem na garganta; a fêmea é uniformemente tingida de canela-ruivo, com a parte inferior do peito e regiões inferiores posteriores nesse mesmo tom. Na subespécie simillimus, o macho é mais escuro que o da subespécie nominal e apresenta uma pequena mancha branca entre as escápulas; a fêmea se assemelha à de persimilis. Por fim, o macho da subespécie glaucus tem a garganta esbranquiçada, enquanto a fêmea exibe coloração ruiva por todo o corpo, com a parte inferior do peito e regiões inferiores posteriores em castanho-avermelhado intenso; ambos os sexos possuem uma grande mancha branca entre as escápulas.

## Distribuição e habitat
O ipecuá está distribuído do leste do Equador, norte do Peru, centro-sul e sudeste da Colômbia, sul e leste da Venezuela, Guiana, Suriname, Guiana Francesa, extremo nordeste da Bolívia e várias porções do Brasil, nos biomas da Amazônia, Cerrado, Mata Atlântica. No Brasil, em especial, está presente nos estados do Acre, Amapá, Amazonas, Bahia, Espírito Santo, Maranhão, Mato Grosso, Minas Gerais, Pará, Rondônia, Roraima e Tocantins. Há registros de avistamentos históricos em Alagoas, Pernambuco, Rio de Janeiro e Sergipe. Habita os estratos inferior e médio de florestas perenes de terras baixas, geralmente em altitudes inferiores a 600 metros, mas pode ocorrer até 900 metros nos Andes e 1 100 metros nos tepuis da Venezuela. Está presente em florestas de terra firme e áreas sazonalmente alagadas, como várzeas e igapós, sendo raramente registrada em florestas secundárias.

## Ecologia

### Alimentação

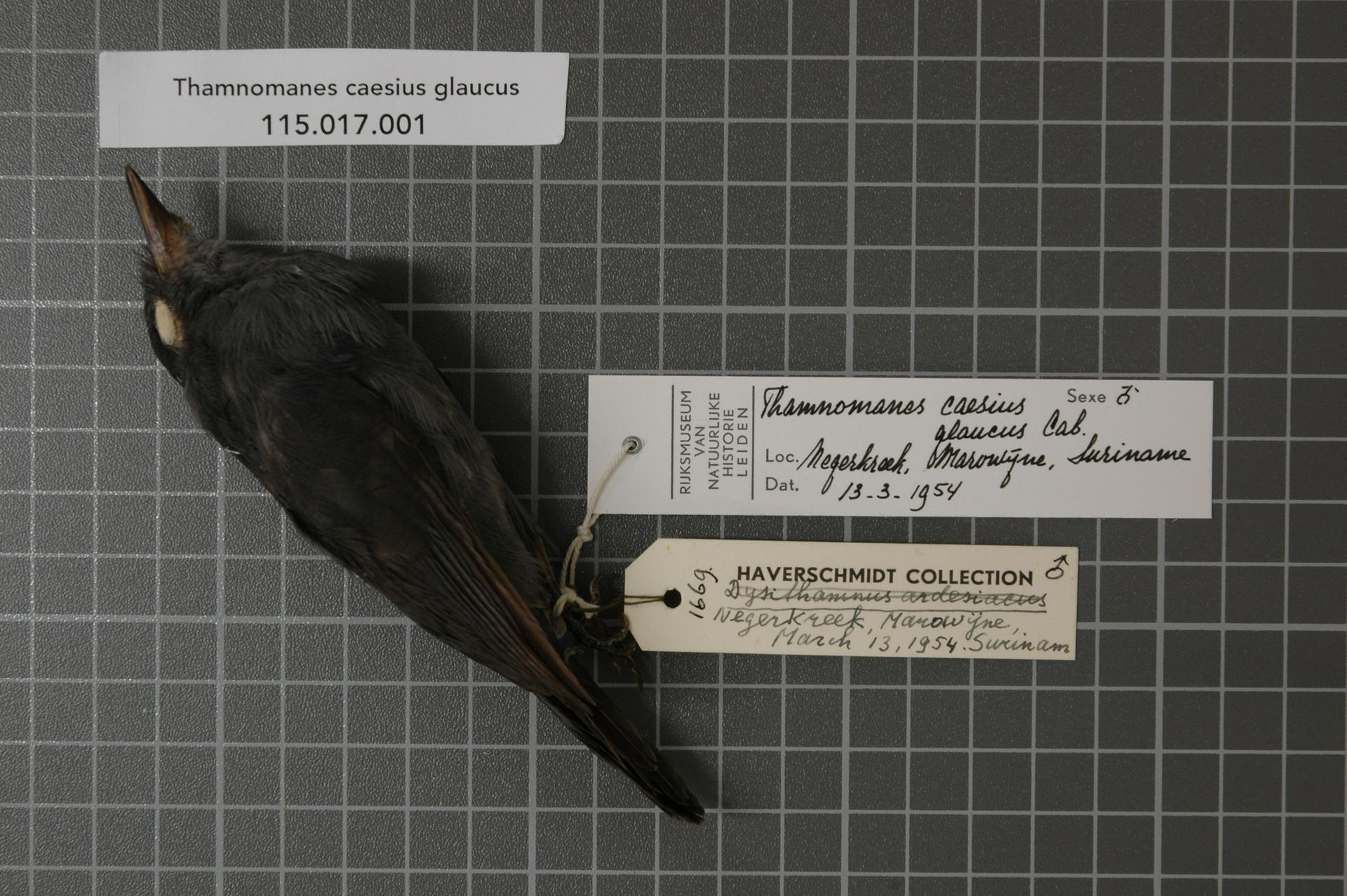
Espécime de T. c. glaucus macho preservado no Museu de História Natural de Leida, nos Países Baixos

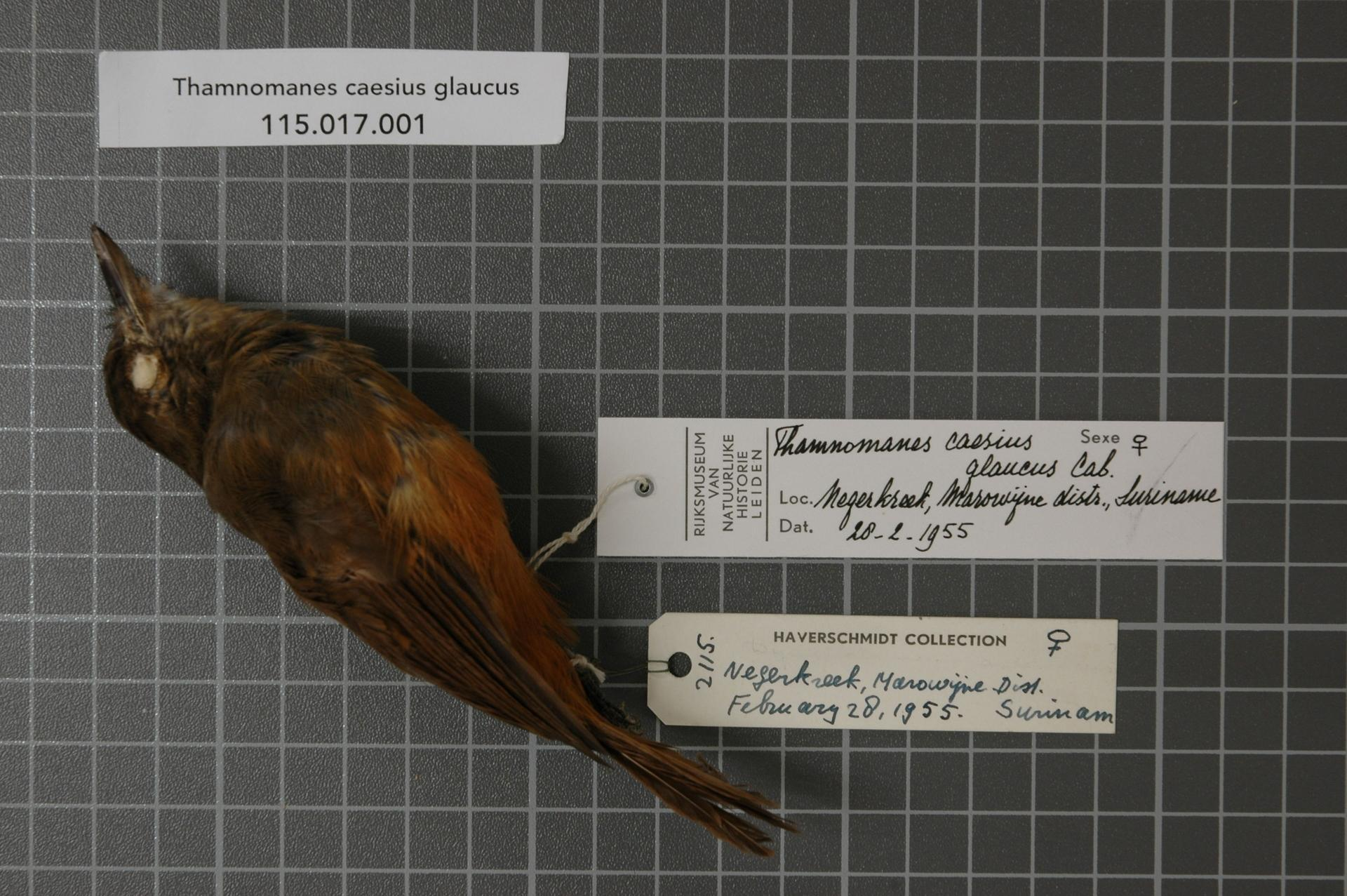
Espécime de T. c. glaucus fêmea preservado no Museu de História Natural de Leida, nos Países Baixos

O ipecuá alimenta-se de diversos insetos, incluindo hemípteros, homópteros (da família dos jassídeos), besouros (família dos crisomelídeos) e formigas (família dos formicídeos, subfamília dos poneríneos), além de outros artrópodes. Atua como sentinela em bandos mistos de espécies, contribuindo à coesão do grupo por meio de vocalizações constantes e ruidosas, emitindo alarmes diante da presença de predadores e aproveitando artrópodes afugentados por outras aves que forrageiam nos arredores. Costuma forragear sozinho, em pares ou em pequenos grupos familiares. Durante a busca por alimento, pousa com postura ereta e vertical entre 1,5 e 20 metros de altura, geralmente em galhos abertos (horizontais ou inclinados) ou em cipós em forma de laço, onde permanece por vários segundos ou até cerca de dois minutos, sempre atento ao entorno. Realiza voos curtos e rápidos de até 10 metros (mais frequentemente entre um e cinco metros) para capturar presas no ar — geralmente aquelas que escapam de outras espécies — ou diretamente da folhagem, caules e vinhas (com menos frequência de troncos e raramente do solo). Após a captura, normalmente voa até outro poleiro para consumir a presa. Também executa investidas em arco, geralmente aéreas, retornando ao mesmo poleiro ou a outro nas proximidades. Prefere presas relativamente grandes, que frequentemente são batidas contra galhos e manipuladas por certo tempo antes da ingestão.
Costuma ser encontrado nos mesmos bandos de uirapuru-de-garganta-preta (Thamnomanes ardesiacus) ou uirapuru-selado (Thamnomanes saturninus), ocupando, nesses casos, estratos mais altos da vegetação em comparação com esses congêneres, embora haja sobreposição de faixas. Na ausência de espécies simpátricas do gênero Thamnomanes, e em habitats mais baixos — como povoamentos de bambu do gênero Guadua —, forrageia frequentemente a partir de 1,5 metro do solo, integrando bandos do sub-bosque, muitas vezes em companhia de formigueiros do gênero Myrmotherula. Em áreas de sobreposição, forrageia principalmente no estrato médio (5–20 metros), comumente em associação com arapaçus (dendrocolaptídeos), limpa-folhas (furnarídeos), verdinhos (Hylophilus) e sanhaços (traupídeos). Ocasionalmente segue formigas de correição, como Eciton burchellii e Labidus praedator, geralmente por períodos curtos enquanto bandos mistos passam por enxames. No entanto, na ausência do uirapuru-de-garganta-preta ou do uirapuru-selado, pode seguir os enxames por até quatro horas. Nesses casos, limita-se a áreas abertas do sub-bosque, evitando micro-habitats densos. Quando acompanha formigas, costuma usar poleiros situados entre um e sete metros de altura, podendo chegar a apenas 30 centímetros do solo, realizando voos curtos em direção ao ar, à folhagem, caules, troncos, galhos e até mesmo ao solo, para capturar presas afugentadas.

### Vocalização

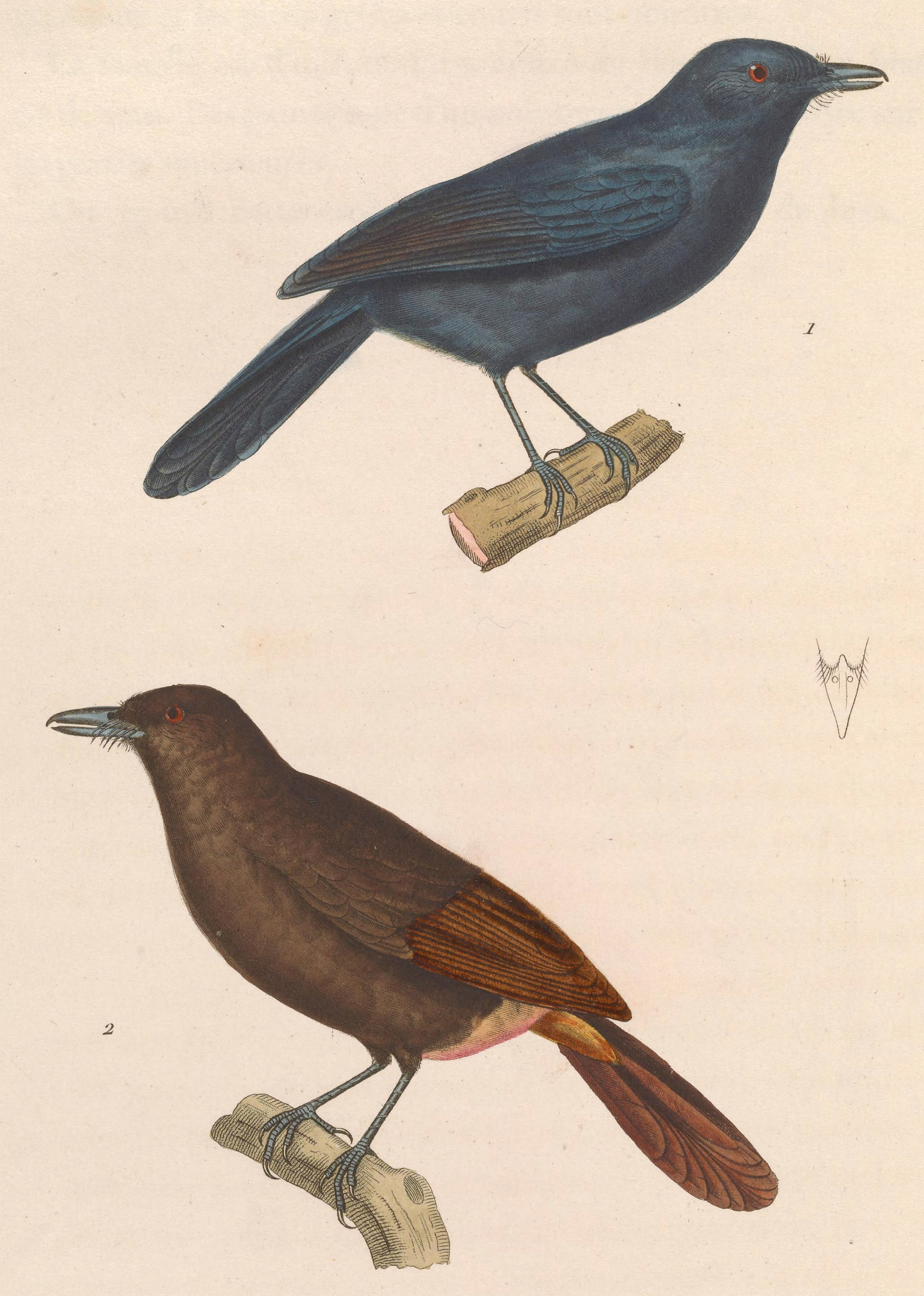
Ilustração do ipecuá (macho e fêmea) de 1838

O canto do ipecuá é alto e consiste numa série moderadamente longa, com duração aproximada de cinco segundos. Nele, notas longas e claras são emitidas de forma ligada, encurtando-se progressivamente e diminuindo de tom até se transformarem em um chocalho. A nota inicial é mais curta, mais plana e mais grave que a segunda. Os chamados incluem um chocalho breve, geralmente precedido por uma nota distinta e mais clara; duas notas ligadas emitidas em rápida sucessão; e uma nota ligada mais curta, que pode ser repetida de forma regular, como a cada 0,5 segundo.

### Reprodução
A reprodução do ipecuá ocorre entre julho e dezembro no Brasil, e de agosto a dezembro na Guiana Francesa, com um registro adicional em maio. A espécie constrói um ninho em formato de xícara profunda e frondosa, com cerca de 15 centímetros de diâmetro externo e cinco centímetros de profundidade. O ninho é formado por folhas secas e em decomposição, rizomorfos, radículas finas e revestimentos de fibras vegetais delicadas, fibras fúngicas do gênero Marasmius e/ou folhas secas. Seu aspecto geral remete a uma pilha de folhas ou detritos acumulados. Os ninhos são colocados entre um e 3,5 metros acima do solo, geralmente em mudas baixas ou arbustos, no acúmulo de folhas mortas sobre uma trepadeira da família das ciclantáceas em árvores pequenas, ou sobre folhas secas acumuladas nas grandes folhas de palmeiras como murumuru (Astrocaryum murumuru). No Brasil, um ninho foi encontrado a 1,4 metro do solo sobre essa palmeira, e outro a 1,8 metro, apoiado verticalmente nas bases de folhas sobrepostas da marantácea Ischnosiphon ovatus. Os materiais identificados num desses ninhos incluíam folhas de Tetragastris (burseráceas), Coupia (rosáceas), Hevea (euforbiáceas) e fragmentos de pteridófitas. Já um ninho registrado na Venezuela foi construído principalmente com folhas mortas, fibras vegetais e teias de aranha, situado a 1,8 metro de altura, na lateral de uma palmeira delgada e espinhenta do sub-bosque, onde se unia a um ramo lateral. A ninhada típica é composta por dois ovos branco-rosados, salpicados e estriados com tons marrom-avermelhados.

## Conservação
A União Internacional para a Conservação da Natureza (UICN) classifica o ipecuá como sendo de menor preocupação (LC), pois ocorre numa distribuição extremamente grande e não se aproxima dos limiares para Vulnerável sob o critério de tamanho de distribuição (segundo a IUCN, extensão de ocorrência < 20 mil quilômetros quadrados combinada com um tamanho de distribuição decrescente ou flutuante, extensão/qualidade do habitat ou tamanho populacional e um pequeno número de locais ou fragmentação severa). Sabe-se que suas populações estão em tendência decrescente, mas o declínio não é suficientemente rápido para se aproximar dos limiares para vulnerável (> 30% de declínio ao longo de dez anos ou três gerações) e sua população é muito grande, o que igualmente descaracteriza a classificação como vulnerável (< 10 mil indivíduos maduros com um declínio contínuo estimado em > 10% em dez anos ou três gerações, ou com uma estrutura populacional especificada).
No Brasil, em 2005, foi listado como criticamente em perigo (CR) na Lista de Espécies da Fauna Ameaçadas do Espírito Santo; em 2010, como em perigo (EN) na Lista de Espécies Ameaçadas de Extinção da Fauna do Estado de Minas Gerais; e em 2018, como pouco preocupante (LC) na Lista Vermelha do Livro Vermelho da Fauna Brasileira Ameaçada de Extinção do Instituto Chico Mendes de Conservação da Biodiversidade (ICMBio). È considerado comum ou razoavelmente comum ao longo de sua vasta distribuição geográfica. No Parque Nacional do Jaú, no Amazonas, sua população é numerosa e amplamente espalhada. Porém, a subespécie que habita o leste do Brasil, T. c. caesius, enfrenta maiores ameaças, já que seus habitats florestais foram bastante reduzidos pelo desmatamento. Por isso, a conservação dos parques e reservas florestais existentes é essencial para garantir a sobrevivência dessa subespécie.

### Áreas de conservação
O ipecuá está presente em várias áreas de conservação:
Áreas de Proteção Ambiental (APA)
- Petrópolis
- Projeto Dinâmica Biológica de Fragmentos Florestais
- Costa de Itacaré/Serra Grande
- Região Metropolitana de Belém
- Muricí
- Presidente Figueiredo - Caverna do Moroaga
- Lagoa Encantada
- Margem Direita do Rio Negro - Setor Paduari-Solimões
- Margem Esquerda do Rio Negro - Setor Aturiá-Apuauzinho
- Margem Esquerda do Rio Negro - Setor Tarumã Açu-Tarumã
- Xeriuini

Estações Ecológicas (ESEC)
- Terra do Meio
- Murici
- Grão-Pará

Florestas Nacionais (FLONA)
- Carajás
- Caxiuanã
- Itaituba I
- Itaituba II
- Jamanxim
- Pau-Rosa
- Saracá-Taquera
- Tapirapé-Aquiri
- Trairão
- Tapajós

Parques Nacionais (PARNA)
- Amazônia
- Anavilhanas
- Jaú
- Mapinguari
- Montanhas do Tumucumaque
- Nascentes do Lago Jari
- Pico da Neblina
- Serra da Cutia
- Serra das Lontras
- Serra do Pardo
- Serra dos Órgãos
- Tijuca
- Boa Nova
- Cabo Orange
- Descobrimento
- Monte Pascoal
- Viruá

Reservas Biológicas (Rebio)
- Nascentes da Serra do Cachimbo
- Rio Trombetas
- Tapirapé
- Uatumã
- União
- Poço das Antas
- Sooretama
- Gurupi
- Jaru

Reservas Extrativistas (Resex)
- Baixo Rio Branco-Jauaperi
- Lago do Capanã Grande
- Rio Cajari
- Tapajós-Arapiuns

Reservas Particulares do Patrimônio Natural (RPPN)
- Estação Veracel
- Salto Apepique
- Araçari
- Ecoparque de Una
- Fazenda Paraíso

Terras Indígenas
- Barra Velha
- Bragança-Marituba
- Cué-Cué Marabitanas
- Igarapé Lourdes
- Médio Rio Negro I